# Astrobunus osellai
Astrobunus osellai is een hooiwagen uit de familie Sclerosomatidae. De wetenschappelijke naam van Astrobunus osellai gaat terug op C. Chemini.